# 박자청
박자청(朴子靑, 1357년~1423년 12월 11일(음력 11월 9일))은 조선 전기의 무신으로,  황희석의 보종(步從, 역졸)에서 출발해 내시, 낭장, 중랑장 등을 거쳐 판우군도총제부사에까지 이르렀다. 본관은 영해, 시호는 익위(翼魏)이다.
건축가로서 성균관 문묘와 문소, 건원릉, 경회루, 청계천(당시 명칭은 개천) 공사 등에 참여했다.

## 비슷한 인물
- 임호테프: 고대 이집트의 건축가 겸 수상
- 김노현(金老玄: ?~1018): 박자청과 비슷하게 건물 짓는 일을 감독했다. 최종 관직은 상서우복야(정2품)다.[2]